# Complexe sidérurgique d'El Hadjar
Le complexe sidérurgique d'El Hadjar est un complexe sidérurgique algérien situé sur la commune de Sidi Amar dans la wilaya d'Annaba. Fleuron de l'industrie sidérurgique algérienne des années 1970, ce complexe a contribué à l'essor du potentiel industriel algérien à l'échelle de la wilaya d'Annaba mais également du pays.
Ce complexe industriel unique en Afrique assure toutes les étapes de la production de fonte et d'acier.
Le complexe d'El Hadjar emploie 5 114 personnes en 2019. En outre, il jouit d'une très bonne intégration aux réseaux ferroviaire et routier en plus de disposer de ses propres structures maritimes.
En 2018, le complexe sidérurgie a produit un total de 700 000 tonnes d'acier. Le complexe est géré par la société Sider El Hadjar.
Durant l'exercice 2022, cette filiale du groupe Imetal parvient à exporter pour près de 174 000 tonnes de produits sidérurgiques et coproduits pour une valeur de 43 M$.

## Historique
La Société nationale de sidérurgie (SNS) a été créé le 3 septembre 1964, chargée de la construction du Complexe sidérurgique d'El Hadjar qui a été inauguré le 19 juin 1969.
Le 15 mai 1972, l'aciérie et le laminoir à chaud du complexe sont inaugurés par le président Houari Boumédiène, en présence du premier ministre cubain Fidel Castro, qui est en visite officielle en Algérie.
Le 18 octobre 2001, le groupe indien Ispat ancêtre d'ArcelorMittal rachète 70% du capital du complexe d'El Hadjar.
À partir de 2009, le haut fourneau n°1 reste inexploité jusqu'à son démantèlement en 2020.
En août 2016, le holding public algérien Imetal reprend les 49% de parts  d'ArcelorMittal qu'il détenait dans le capital du complexe. La résiliation de l'accord avec ArcelorMittal intervient à la suite du recul des niveaux de production annuelle à 300 000 tonnes d'acier.
Du 5 septembre au 15 octobre 2017, le haut fourneau n°2 est arrêté à la suite de difficultés d'approvisionnement en eau. En janvier 2018, des difficultés d'approvisionnement en coke ralentissent temporairement la production du haut-fourneau n°2. En 2019, la société Sider El Hadjadj  procède à plusieurs arrêts du haut-fourneau à la suite de problèmes d'approvisionnement en fer brut; elle a subi ensuite un arrêt du haut-fourneau n° 2 en octobre, conséquence d'un approvisionnement en coke de mauvaise qualité. Début  2020, le haut-fourneau n° 2 est à l'arrêt pour des raisons techniques, puis le complexe subit un arrêt temporaire à la suite de la propagation de la pandémie de Covid-19 en Algérie.
L’entreprise Sider El Hadjar a annoncé le 15 juillet 2025 qu’elle changeait de nom pour devenir l'Algérienne pour l’Acier. Cette décision a été adoptée à l’unanimité lors de l’assemblée générale extraordinaire qui s’est tenue le 13 juillet de la même année au siège de la direction générale du groupe.

## Description
Le complexe d'El Hadjar est implanté sur une superficie de 832 hectares. Le complexe est composé de plusieurs unités.

### Halles de stockage
Les minerais sont stockés et mélangés dans une halle de 10 000 m2 capable de contenir jusqu'à 120 000 tonnes de matières premières. Le complexe consomme quotidiennement environ 8 000 tonnes de fer brut.
Le fer brut provient de la mine d'Ouenza (75%) et de la mine de Boukhedra (25%), situées dans la wilaya de Tébessa.

### Hauts fourneaux
Le complexe est composé initialement de deux hauts fourneaux (HF1) et (HF2) mais, à partir de 2009, le haut fourneau n°1 reste inexploité jusqu'à son démantèlement qui débute en 2020.

### Cokerie
La cokerie sert à convertir la houille en coke, qui sera utilisé dans le haut fourneau. Les matériaux recyclables tels que le goudron, l'ammoniac, le benzène, le soufre et les gaz produits lors du processus de cokéfaction sont collectés et traités.

### Aciéries à oxygène
Le complexe est composé de deux aciéries à oxygène ACO 1 et 2 ; la fonte en provenance des hauts fourneaux est transformée en acier liquide. Chaque aciérie est divisée en deux sections: le convertisseur, où la fonte est traitée et transformée en acier liquide, la coulée continue, où l'acier liquide est solidifié en brames.

### Aciérie électrique
Le complexe est doté d'une aciérie électrique (ACE), l'acier est produit à partir de ferrailles de récupération fondues grâce à l'énergie électrique. Conçu initialement pour alimenter la tuberie sans soudure en lingots, mise en service en décembre 1974, composé d'un four 
classique, une coulée en source à trois voies de coulée et un atelier de conditionnement des lingots. En 1995, l'ACE est modernisée pour produire des billettes et des blooms. Installation d'un four EBT à panneaux refroidis à l'eau, d'un four poche et d'une coulée continue horizontale à 2 lignes à blooms.

### Unité d'agglomération
L'atelier d'agglomération du minerai constitué de quatre chaînes d'agglomération, utilisant le procédé Dwight-Lloyd. Les déchets issus de la production d'acier peuvent être ainsi recyclés dans les hauts fourneaux.

## Gouvernance
Sider El Hadjar est la société algérienne chargée de la gestion du complexe sidérurgique d'El Hadjar. Elle ne doit pas être confondue avec la société algérienne Sider, toutes deux filiales à 100 % du groupe algérien  Imetal.

### Dirigeants
- Présidence du Conseil d 'administration 
  - Djamila Labiod (2020-2021)[20].
  - Larbi Hacène (21 août 2021 - novembre 2023)[21].
  - Karim Boulaioune (novembre 2023 - novembre 2024)[22].
  - Reda Belhadj depuis novembre 2024[23].

- Direction générale
  - Chemseddine Maâtallah (avril 2018 - 27 avril 2020)[24] ;
  - Redha Belhadj, du 27 avril 2020 (à la suite du limogeage de son prédécesseur[24]) à mars 2021.
  - Lotfi Manaâ (mars 2021 - novembre 2024)[25].
  - Messaoud Bellili depuis novembre 2024 (intérim)[23].

### Gestion
Une enquête est ouverte en octobre 2018, portant sur sept dossiers ayant trait à la gestion et aux marchés au complexe sidérurgique. Il s'agit en particulier de « marchés conclus de gré à gré, de paiements préalables de marchés avant leur achèvement, trafic de sable, achat d’équipements obsolètes, etc. ». Ainsi, concernant un marché signé de gré à gré et portant sur la location de matériel de manutention, dont le montant est de 100 milliards de dinars, le PDG a indiqué que « Sider El Hadjar n’est pas soumise au code des marchés ». Un marché conclu en 2016 pour l'achat de poches tonneaux, pour un montant de plus de trois millions de dollars, n'a pas permis l'exploitation du matériel pour des « raisons techniques et de sécurité ».
Fin avril 2020, la Caisse nationale des assurances sociales (CNAS) bloque les comptes bancaires de l’entreprise à la suite du non-versement de cotisations sociales depuis plusieurs mois, pour un montant de 860  millions de dinars.
A l'occasion de sa prise de fonction en avril 2020, Redha Belhadj  indique que « la situation financière du complexe est très difficile et exige la conjugaison des efforts de tous les partenaires pour relever le défi ». Il souligne l'importance de « poursuivre la concrétisation des projets du plan d’investissements auquel les pouvoirs publics ont affecté d’immenses ressources financières » pour, à horizon 2022, être en mesure de « fabriquer des produits ferreux conformes aux normes de compétitivité mondiale ».